# FN (motocicletas)
FN (Fabrique Nationale de Herstal) es una empresa belga establecida en 1889 para fabricar armas y municiones, y desde 1901 hasta 1967 fue también fabricante de motocicletas. FN fabricó una de las primeras motocicletas de cuatro cilindros del mundo, fue famosa por el uso de la trasmisión cardánica en todos los modelos desde 1903 hasta 1923, logró el éxito en las carreras de motos de velocidad y larga distancia, y después de 1945, también en motocross.

## Inicios de motocicletas FN
En 1899, FN fabricó bicicletas accionadas por cardán y cadena, y en 1900 experimentó con un motor acoplable.

### Monocilíndricas
En diciembre de 1901, se construyó la primera motocicleta monocilíndrica de 133 cc, seguida en 1903 por una motocicleta monocilíndrica de 188 cc impulsada por cardán. En 1904 se fabricó una motocicleta monocilíndrica de 300 cc. La motocicleta FN monocilíndrica de 244 cc de 1907 fue la primera motocicleta con un sistema de transmisión por correa de relación múltiple, utilizando una polea de motor patentada de tamaño variable. En 1909, los monocilíndricas de dos velocidades tenían árboles de levas para abrir la admisión, en lugar de la válvula «automática» usada anteriormente. A partir de 1912, los monocilíndricas tenían embrague de palanca manual y freno trasero de pedal.

### La FN Cuatro

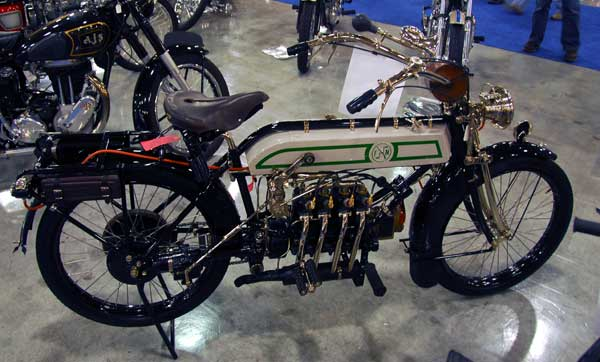
FN Cuatro de 1913

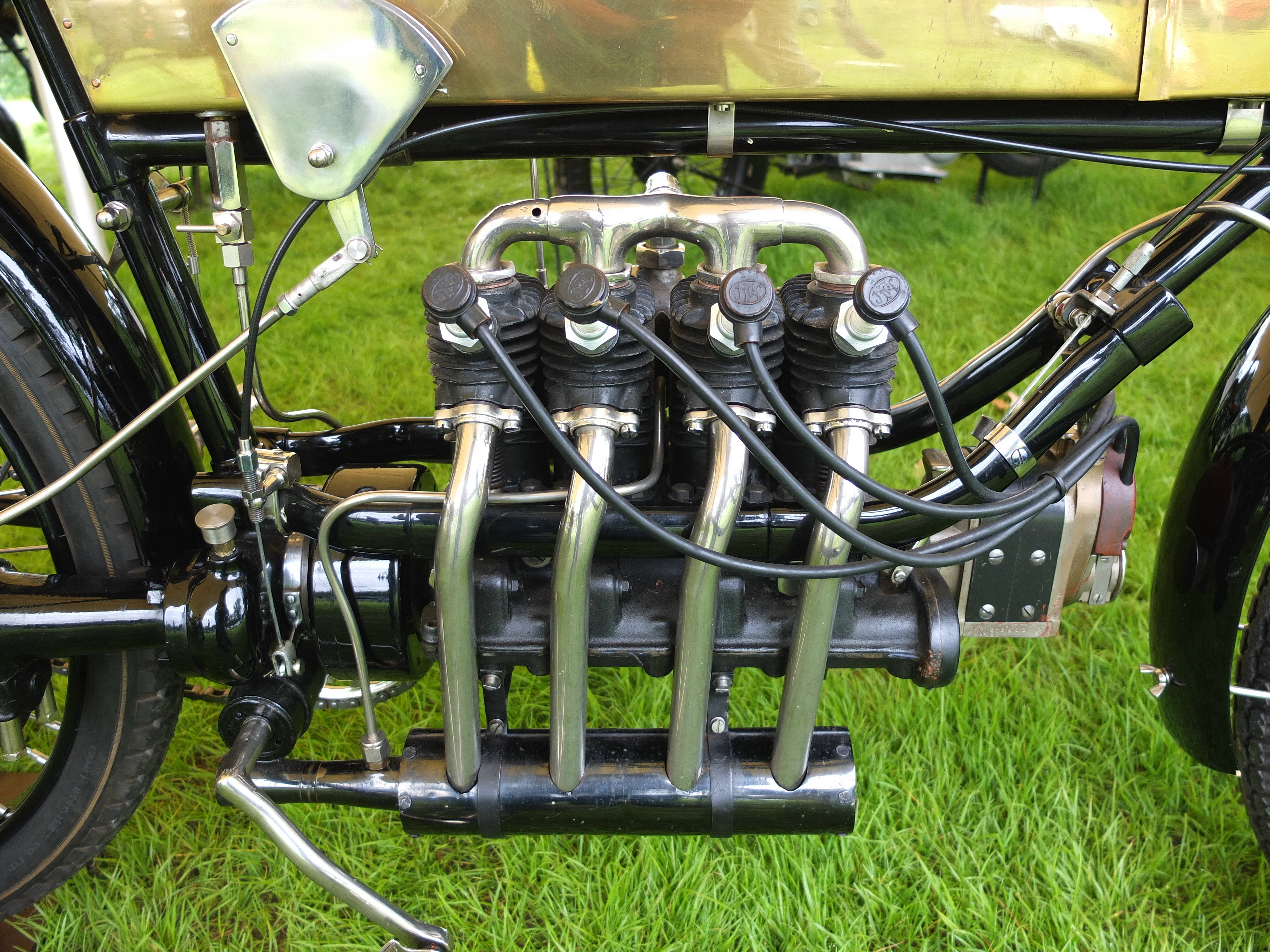
Motor de cuatro cilindros de 1909

En 1905, apareció la primera motocicleta FN de cuatro cilindros en línea con transmisión por cardán de 362 cc con admisión sobre escape, diseñada por Paul Kelecom. Esta fue la primera motocicleta de cuatro cilindros fabricada en serie del mundo. Para 1907, el motor Cuatro había crecido a 412 cc. Para 1908 se empezó a fabricar el modelo US Export. La Cuatro tenía un motor de 493 cc, y en 1910 se convirtió en 498 cc. Esta moto pesaba 75 kg en seco y podía alcanzar 64 km/h. Las Cuatro de 1913 tenían embrague y una caja de cambios de dos velocidades, en la parte trasera del eje de transmisión, y los pedales de las bicicletas se reemplazaron permanentemente por reposapiés a partir de ese momento. Para 1914 se lanzó el FN Cuatro «Tipo 700» de 748 cc, con la caja de cambios en la parte trasera del motor.

## Después de la Primera Guerra Mundial
Al final de la Primera Guerra Mundial, después de tener que fabricar motocicletas para sus ocupantes, a FN le quedaban pocas piezas y algunos proveedores se habían ido. A partir de 1921 se agregó la letra «T» a los nombres de los modelos. La Cuatro Tipo 700T tenía una caja de cambios de tres velocidades. En 1922, la Tipo 285TT monocilíndrica tenía una culata mejorada. También se construyó la primera de carreras, la Tipo VII.
A partir de 1924, todos los modelos tenían la transmisión por cadena menos costosa. La mayoría de estos fueron monocilíndricas SV y OHV de 348 cc y 498 cc. La FN M70 «Sahara» de 348 cc de válvula lateral fue la motocicleta FN más producida del período de entreguerras. Fue famosa por, como su nombre lo dice, cruzar el Sahara en la década de 1920. La FN M90 era de válvula lateral de 498 cc que se produjo en la década de 1930. También había máquinas de 596 cc OHV. La FN M86 es un muy buen ejemplo de un OHV de 498 cc construido en la década de 1930. A partir de 1924, los motores monocilíndricos FN comenzaron a fabricarse como una unidad completa (como se ve en el nuevo M.60 de 1924), compartiendo el cárter con la caja de cambios, en lugar del diseño anterior en el que la caja de cambios estaba separada del motor, siendo el último modelo con este sistema, la FN 285TT de 1922, finalizando su venta en 1924. Se lanzó un nuevo M.50 Cuatro accionado por cadena con un nuevo carburador Amac y frenos delanteros. En 1931 apareció un modelo FN Villiers de dos tiempos de 198 cc. En 1938, la M.12 con motor bóxer bicilíndrico de 992 cc y cabeza plana refrigerado por aire fue construido para uso militar, y el M.11 completamente de aleación fue lanzado en modelos de 350 cc OHV, 500 cc SV y 600 cc SV. Entonces intervino la Segunda Guerra Mundial. Se desarrolló y produjo un M.12 Tri-car para uso militar.

## Después de la Segunda Guerra Mundial
Después de la guerra, FN fabricó modelos de construcción de unidades SV y OHV de 249 cc, 344 cc, 444 cc y 498 cc, y modelos de dos tiempos desde monocilíndricas de 49 cc hasta bicilíndricos de 248 cc. Los modelos de dos tiempos usaban motores JLO alemanes. El Tri-car con motor y caja separados se lanzó para uso comercial civil como Tri-car T-8, con una caja de cambios de cinco velocidades. En 1947, el M.XIII estaba disponible en configuraciones de 250 cc OHV, 350 cc OHV, 350 cc SV, 450 cc OHV y 450 cc SV. El primer modelo usó una inusual horquilla delantera de viga de resorte helicoidal suiza patentada y una nueva suspensión trasera de goma. En 1948, las horquillas suizas fueron reemplazadas por una adaptación de la suspensión trasera de goma, que a su vez fue reemplazada por una versión mejorada. En 1951 se introdujo la opción de horquillas telescópicas. En 1954 se introdujo un cuadro de brazo oscilante. En 1958, la caja de herramientas del M.XIII formaba parte del depósito de combustible.
Hubo cierto éxito en motocross, con pilotos como Mingels, Leloup y R Beaten, pero FN se retiró de la competencia a fines de la década de 1950.
Los diseñadores famosos que trabajaron para FN incluyen a Paul Kelecom, Van Hout, Dougal Marchant y George-William Pratchett.
Los corredores famosos de antes de la guerra asociados con FN incluyen a Kicken, Flintermann, Lovinfosse, Lempereur, Sbaiz, De Grady, René Milhoux, Charlier, Pol Demeuter, Noir, Van Gent, Renier, S. «Ginger» Wood, Wal Handley, Ted Mellors y Abarth.

### Ciclomotores
En 1955, FN introdujo una línea de ciclomotores subcontratados, construidos por Royal Nord. Para el Tipo S, los motores de dos tiempos de 100 cc y 200 cc eran provistos por Sarolea. En 1959 aparecieron los ciclomotores FN de fabricación propia, el Utilitaire, el Luxe, el Fabrina, el Princess y un modelo deportivo, el «Rocket».

### Fin de la producción de motocicletas FN
En algún momento entre 1962 y 1966 el M.XIII cesó su producción. FN se exhibió por última vez en una exposición de motocicletas en 1965. La producción cesó en 1966. En mayo de 1967, salió de la fábrica el último ciclomotor FN.

## Carreras y competiciones de FN

### Isla de Man TT de 1908
En 1908, R. O. Clark de Inglaterra ocupó el tercer lugar en la clase de cilindros múltiples. Era bien conocido por su temprana participación en eventos de motociclismo y récords de distancia con motocicletas FN. Participó en el TT de 1909, pero no terminó.

### Isla de Man TT de 1914
Se inscribieron dos FN Cuatro, por S. B. White y Rex Mundy, y terminaron en las posiciones 33 y 36, respectivamente, de 103 participantes, una hora más lento que el ganador y una hora más rápido que el último corredor en terminar. Las motos eran de 500 cc, y no las de producción de 748 cc, lo que sugiere que fueron construidas especialmente para el evento.

### Isla de Man TT 1931
En 1931, Wal Handley se inscribió con una FN en lugar de la Rudge habitual, pero su FN se rompió en las prácticas y calificó con una Rudge. FN reparó la motocicleta y mantuvo a Handley en su contrato. La caja de cambios se bloqueó en su primera vuelta en el Quarterbridge debido a una caja de cambios ensamblada incorrectamente en el descenso de Bray Hill. A pesar de la falla del día, no había duda de que la FN era una buena máquina . El año anterior, con Handley o Dougal Marchant a bordo, máquinas similares de 350 cc y 500 cc habían establecido récords de velocidad en Arpajon y Montlhery, registrando velocidades de hasta 192,7 km/h. A fines de 1930, FN tenía 33 récords mundiales.

### Bicilíndrico sobrealimentado de 1937
Dougal Marchant se unió a la firma FN en 1930 y creó algunos monocilíndricos de carreras muy rápidos de 348 cc y 498 cc ohc. Van Hout los desarrolló en los años siguientes, y luego, en 1937, diseñó un bicilíndrico OHC vertical sobrealimentado de carreras de 498 cc, montado en 1938 por «Ginger» Wood.

### Lambert Schepers y FN (1952-1988)
Lambert Schepers comenzó su carrera en FN en la sección de reparación y restauración, donde se ocupó de la reparación y restauración de modelos FN desde 1902 hasta 1930. Durante este período, dominó todas las facetas técnicas de los motores FN.
En 1953, se fue a Alemania para hacer el servicio militar y, debido a su conocimiento y entrenamiento, fue asignado a trabajos de oficina militar; llevaba el correo de cuartel a cuartel en una motocicleta FN del ejército Tipo 13 de 450 cc SV.
En 1955, regresó a FN, donde trabajó en el departamento de competencias. El departamento compitió en tres ramas diferentes del deporte del motor, pruebas observadas, motocross y las 24 horas. Lambert compitió principalmente en las carreras de prueba, pero también en los eventos de resistencia de 24 horas.
También participó en la prueba de nuevos modelos y motores, sometiéndolos a altos kilometrajes y condiciones variables, en el circuito de Francochamps y en la vecina Ardenas, junto con sus colegas Samovic, George René, Walravens y Marcel Dubois, y sus montadores Michel Collard y Stefan. Tenía otro colega cercano, Jean Somja, que competía en motocross. Hacían 300 km diarios en las motocicletas de 50 cc y 500 km en las motocicletas más grandes, independientemente de las condiciones climáticas.
Lambert corrió en competiciones belgas de trial observado y ganó para FN de 1955 a 1960 casi todas las competiciones nacionales de 50 cc que se iban a ganar en Bélgica. Ganó las 24 horas de Oudenaarde, lo que redujo a muchos de los motociclistas solitarios al agotamiento total.
En 1960, Lambert se hizo internacional, participando en Francia y Austria. En Austria participó en los Seis Días en una máquina FN de 75 cc, junto con otros 356 participantes. Después de tres días, la mitad se había retirado. Dañó su motocicleta al quinto día, perdió el aceite por una junta rota y se vio obligado a retirarse. La televisión belga tiene muchas imágenes de archivo del evento austriaco de 24 horas, algunas de las cuales critican los niveles de agotamiento infligidos a los motociclistas y caracterizan los eventos de 24 horas como «mal deporte».
El punto culminante para Lambert Schepers llegó en 1960 cuando se convirtió en Campeón de Bélgica en la competencia de trial y recibió una medalla de oro, pero después del Campeonato de Bélgica, FN cerró el departamento de carreras. Lambert tuvo una nueva posición con FN en 1961, probando motores de aviones de combate, como Spitfire, Avon, Lorenda, Starfire, Mirage y, finalmente, el F16.
Él y sus hijos continuaron participando en el motocross, y su hijo Guido compitió en Juniors contra George Jobe, donde cada fue el mayor rival del otro. La educación de Guido tuvo prioridad sobre la competencia, mientras que George Jobe ganó el título de campeón mundial de motocross de 250 cc en 1983. En 1988, Lambert se jubiló con una pensión bien ganada.

### Motocross Europeo 500 GP 1952-1957
Desde 1953 había ocho rondas desde que Holanda y Suiza se unieron al circuito. Auguste Mingels, Bélgica (Matchless/FN) se convirtió en campeón europeo de 500 Motocross en 1953. Su compatriota René Baeten, (Saroléa) fue segundo y Victor Leloup, Bélgica (FN) tercero. El trío belga estaba bajo la presión de los ciclistas británicos, que ocuparon los lugares cuarto a séptimo en la clasificación final.
El evento de 1954 tuvo resultados similares con respecto a los mejores ciclistas. Todavía quedaban las mismas ocho rondas. Auguste Mingels, Bélgica (FN) se convirtió en Campeón Europeo de Motocross 500 de 1954, con René Baeten, Bélgica (Saroléa) en segundo lugar. Jeff Smith, Gran Bretaña (BSA Gold Star) y Victor Leloup, Bélgica (FN) ambos terminaron en los mismos puntos, 20p. El joven Jeff Smith, que ya era un exitoso piloto de pruebas, estaba a punto de convertirse en un gran piloto de motocross.

### Campeonato del Mundo de Motocross 500 GP 1957 - 1959
En 1957, la serie obtuvo el estatus de campeonato mundial, con nueve carreras celebradas en: Suecia (Saxtorp), Italia (Imola), Bélgica (Namur), Luxemburgo (Ettelbruck), Países Bajos (Lichtenwoorde) , Francia (Cassel), Gran Bretaña (Brands Hatch), Dinamarca (Randers) y Suiza (Wohlen). Este cambio de estatus significó que los ciclistas extranjeros que competían con licencia inglesa ahora podían competir por su propio país. Bill Nilsson, Suecia, montó una AJS y logró ganar el título frente a René Baeten, Bélgica (FN) y Sten Lundin, Suecia (Monark), quienes terminaron segundo y tercero respectivamente.
Para 1958 se agregaron 10 carreras con Austria (Sittendorf) a la serie. René Baeten, Bélgica (FN) ocupó el primer lugar, convirtiéndose en 1958 en campeón mundial de motocross, con Bill Nilsson, Suecia (Crescent) en segundo lugar. Sten Lundin, Suecia (Monark) volvió a ocupar el tercer lugar.

### Motocross Des Nations 500cc 1950-1959
En 1950, el 27 de agosto en Suecia (Värnamo-Skillingaryd), Bélgica fue tercera con: Marcel Cox (Saroléa), A Meert (Saroléa) y Victor Leloup (FN). Gran Bretaña ganó, con Suecia en segundo lugar.
En 1951, el 5 de agosto en Bélgica (Namur), Bélgica ganó, su equipo fue Nic Jansen (Saroléa), Victor Leloup (FN) y Marcel Meunier (Saroléa). Gran Bretaña fue segunda y Francia tercera. Uno de los motocilicstas de Francia, Gilbert Brassine, montó una FN.
En 1952, el 17 de agosto en Brands Hatch, ganó Gran Bretaña. Bélgica quedó segunda. Auguste Mingels (Matchless), Victor Leloup (FN) y A Van Heuverzwijn (Saroléa) fueron los corredores. Suecia fue tercera.
El 23 de agosto de 1953, en Suecia (Värnamo-Skillingaryd), otra victoria británica. Bélgica segunda con Victor Leloup (FN), Auguste Mingels (FN) y René Baeten (Saroléa) en el equipo. Suecia volvió a ser tercera.
En 1954, 29 de agosto en los Países Bajos (Norg), Bélgica quedó en tercer lugar, con Victor Leloup (FN), A Van Heuverzwijn (Saroléa) y Nic Jansen (Saroléa). Gran Bretaña ganó, con Suecia en segundo lugar.
El 28 de agosto de 1955, en Dinamarca (Randers) ganó Suecia. Bélgica ocupó el segundo lugar con René Baeten (Matchless), Victor Leloup (FN) y Jean Somja (FN). El tercero fue a Holanda con: Hendrik Rietman (FN), Frans Baudoin (Matchless), Jan Clijnk (BSA).
La competencia del 26 de agosto de 1956 en Bélgica (Namur) fue ganada por Gran Bretaña, con Suecia en segundo lugar y Bélgica en tercer lugar, con René Baeten (FN), Jean Rombauts (BSA) y Nic Jansen (Matchless).
En 1957, el 1 de septiembre en Gran Bretaña (Brands Hatch), Gran Bretaña volvió a ganar, Bélgica en segundo lugar con René Baeten (FN), Nic Jansen (Matchless), Hubert Scaillet (FN), seguida de Suecia.
El evento del 8 de septiembre de 1958 en Suecia (Knutstorp) vio ganar a Suecia, con Gran Bretaña en segundo lugar y Francia en tercero.
Para 1959, el 30 de agosto en Bélgica (Namur), Gran Bretaña ganó, Suecia fue segunda y Bélgica fue tercera con Nic Jansen (Machless), Hubert Scaillet (Matchless), Lucien Donnay (FN).
Hacia el final de la temporada de 1960, René Baeten murió durante la competencia. Suecia ganó.